# Phare du Cap Bojeador
Le phare du Cap Bojeador ou phare de Burgos est un phare situé sur le Cap Bojeador, à Burgos, dans la province d'Ilocos Norte aux Philippines.
Le phare a été érigé lors de la colonisation espagnole et fait désormais partie du patrimoine culturel philippin.
Ce phare géré par le Maritime Safety Services Command (MSSC), service de la Garde côtière des Philippines (Philippine Coast Guard).

## Histoire
Le phare a été mis en service le 30 mars 1892 et est situé sur la colline Vigia de Nagpartian qui surplombe le cap Bojeador, un lieu de passage maritime fréquenté du détroit de Luçon. Ce phare faisait partie du plan directeur d'éclairage du gouvernement espagnol pour l'archipel des Philippines. Le projet a commencé avec la construction des phares dans le nord et l'ouest des Philippines et ceux autour d'Iloilo et de Cebu. Après plus de 100 ans, il fonctionne encore et guide les navires qui entrent dans l'archipel des Philippines depuis le nord et les conduit en toute sécurité au large de la côte rocheuse du port de Burgos.
Le phare du cap Bojeador marque le point le plus au nord-ouest de Luçon. Le plus au nord-est se trouve le phare du Cap Engaño sur l'île de Palaui, à Santa Ana (province de Cagayan).

## Description
Le phare a été conçu par Magin Pers y Pers en 1887 et a été terminé par le service des phares. C'est un phare typique des phares coloniaux espagnols qui sont construits en maçonnerie faite avec des briques qui sont largement utilisées et produites dans la région. La tour octogonale est surmontée d'une coupole de bronze et la galerie d'observation est entourée en ferronnerie décorative.
La tour octogonale en pierre, avec galerie et lanterne, mesure 20 m de haut. Ce bâtiment, le plus important des environs, peut être vue de la ville de Pasuquin au sud et de Bangui à l'est par temps clair. Contrairement à la croyance populaire, il n'est pas celui construit sur le plus haut sommet ni le plus haut phare des Philippines. Mais il est le phare de l'époque espagnole le plus original et encore actif dans le pays. Le phare de Corregidor est celui érigé sur le plus haut point (180 m) et, parmi les phares coloniaux espagnols, la tour du phare du Cap Melville est la plus haute (27 m). Dans le détroit de Mindoro, la tour moderne récemment érigée sur le récif d'Apo s'élève à une hauteur de 34 m.
Le phare avait été équipé à l'origine d'une lentille de Fresnel de premier ordre. Le tremblement de terre intense de 1990 qui a frappé la plupart de Luçon a endommagé les lentilles et déplacé l'alignement du mécanisme de l'appareil de premier ordre d'origine le rendant inutilisable. La lumière d'origine était fournie par des lampes à kérosène sous pression très semblables aux "lampes Coleman". Actuellement le phare émet, à une hauteur focale de 118 m, trois éclats blancs toutes les 5 secondes.
Le phare du cap Bojeador a été déclaré monument historique national le 13 août 2004 et un trésor culturel national le 20 juin 2005 par le gouvernement philippin.
Identifiant : ARLHS : PHI-012 - Amirauté : F2722 - NGA : 14000 .
|          |
| Le phare |

|             |
| La lanterne |

|                 |
| Plaque du phare |

### Lien connexe
- Liste des phares aux Philippines